# 비상계엄
비상계엄(非常戒嚴)이란 대통령이 전시, 사변 또는 이에 준하는 국가비상사태로 사회질서가 극도로 혼란된 지역에 군사상의 필요에 의하거나 공공의 안녕질서를 유지하기 위하여 선포하는 계엄을 말한다(대한민국 헌법 제77조, 계엄법 제2조·제10조). 대한민국에서 계엄의 종류에는 비상계엄과 경비계엄이 있다. 계엄법이 1949년에 제정되기 전까지는 비상계엄이란 단어가 없어 일본의 합위지경（合囲地境） 이라는 용어를 빌려와 썼다.

## 사례

### 대한민국
| 종류     | 선포일           | 해제일           | 선포지역                                                                                          | 명분                                       | 명칭                     |
| -------- | ---------------- | ---------------- | ------------------------------------------------------------------------------------------------- | ------------------------------------------ | ------------------------ |
| 합위지경 | 1948년 10월 21일 | 1949년 2월 5일   | 여수, 순천                                                                                        | 여수·순천 사건                             |                          |
| 합위지경 | 1948년 11월 17일 | 1948년 12월 31일 | 제주                                                                                              | 제주 4·3 사건                              |                          |
| 비상계엄 | 1950년 7월 8일   | 1950년 12월 6일  | 전라남도, 전라북도를 제외한 전국→전국→제주를 제외하고 38도선 이북 지역을 포함하는 전국            | 6.25 전쟁                                  |                          |
| 비상계엄 | 1950년 12월 7일  | 1951년 4월 7일   | 25개 지구를 제외한 전국                                                                           | 6.25 전쟁                                  |                          |
| 비상계엄 | 1951년 12월 1일  | 1952년 4월 7일   | 62개 지구→65개 지구→29개 지구→39개 지구→36개 지구→1개 지구                                        | 6.25 전쟁                                  |                          |
| 비상계엄 | 1952년 5월 25일  | 1952년 7월 28일  | 부산, 경상남도, 전라남도 일부, 전라북도 일부                                                      | 남도부 부대 등의 공비소탕                  | 부산 정치 파동           |
| 비상계엄 | 1960년 4월 19일  | 1960년 6월 7일   | 서울, 부산, 대구, 광주, 대전→서울→서울, 부산, 대구, 광주, 대전→서울, 부산, 대구, 광주, 대전, 마산 | 4·19 혁명                                  |                          |
| 비상계엄 | 1961년 5월 16일  | 1962년 5월 27일  | 전국                                                                                              | 5·16 군사 정변                             |                          |
| 비상계엄 | 1964년 6월 3일   | 1964년 7월 29일  | 서울                                                                                              | 6·3 항쟁                                   |                          |
| 비상계엄 | 1972년 10월 17일 | 1972년 12월 13일 | 전국                                                                                              | 10월 유신                                  |                          |
| 비상계엄 | 1979년 10월 18일 | 1979년 10월 27일 | 부산                                                                                              | 부마민주항쟁                               |                          |
| 비상계엄 | 1979년 10월 27일 | 1981년 1월 24일  | 제주를 제외한 전국→전국                                                                           | 10·26 사건                                 |                          |
| 비상계엄 | 2024년 12월 3일  | 2024년 12월 4일  | 전국                                                                                              | 종북·반국가 세력 척결과 자유 헌정질서 수호 | 2024년 대한민국 비상계엄 |